# The Power of Conscience (film 1913)
The Power of Conscience è un cortometraggio muto del 1913 diretto da Theodore Wharton.

## Trama
Colpevole di omicidio colposo, un minatore viene salvato da un'esplosione da un religioso ma resta gravemente ferito. Pentito del suo delitto, qualche giorno dopo, sul letto di morte, confessa la sua colpa.

## Produzione
Il film fu prodotto dalla Essanay Film Manufacturing Company.

## Distribuzione
Distribuito dalla General Film Company, il film - un cortometraggio in due bobine - uscì nelle sale cinematografiche USA il 22 agosto 1913.